# Unus pro omnibus, omnes pro uno

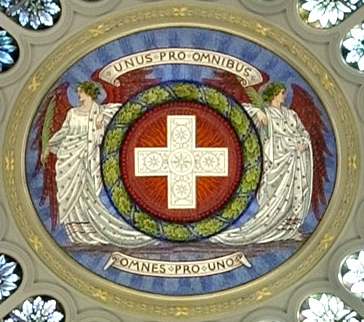
スイス連邦院（ベルン）のドームの中央(全体)。

Unus pro omnibus, omnes pro uno（ウヌス・プロ・オムニブス、オムネス・プロ・ウノ、日本語訳: 一人は皆のために、皆は一人のために）は、ラテン語の成句である。

## サウサンプトン伯爵家
イングランドのサウサンプトン伯爵家は、遅くとも16世紀末頃までにはこの成句のフランス語版である"Ung par tout, tout par ung."という言葉をモットーとして使うようになっていた。ウィリアム・シェイクスピアの『ルークリース凌辱』(1594) に"one for all, or all for one"という一節があるのは、シェイクスピアのパトロンであった第3代サウサンプトン伯ヘンリー・リズリーへの目配せであると考えられている。

## プラハ窓外放出事件

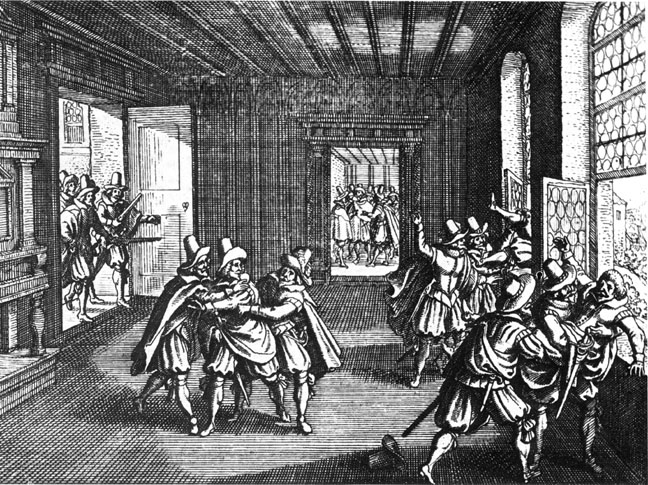
1618年のプラハ窓外投擲事件

この成句の古い記録としては、1618年のボヘミアのカトリックとプロテスタントの両集団の指導者の集まりにおけるものが有名である。この集まりは、三十年戦争の発端であるプラハ窓外放出事件を引き起こした集まりである。プロテスタントの指導者は以下のような内容の手紙を決然と読み上げた。
「彼ら（カトリック勢力）がまた我らに対する処置を断行しようとするゆえに、ここに我らは以下のごとく相互の合意の形成に至った。すなわち、生命、肉体、名誉、繁栄の喪失をいとわず、我らはここに、一人は皆のために、皆は一人のためにとの気概を以て確固と立ち上がったのである。我らは誰にこびへつらうことはない。それどころか我らはすべての困難に対して、できうる限り、相互を助け守るものである」。

## スイスの伝統的な標語
この成句は、スイスの4つの公用語では以下のとおりである。
- ドイツ語: Einer für alle, alle für einen
- フランス語: un pour tous, tous pour un
- イタリア語: Uno per tutti, tutti per uno
- ロマンシュ語: In per tuts, tuts per in

これらスイスの4つの公用語のバージョンが、19世紀に広く使用されるようになった。1868年の9月、10月に秋の嵐がスイスアルプスの広範囲に洪水をもたらした後、当局はこのスローガンの下での救援キャンペーンを開始した。
まだ若い国家であるスイスの国民の義務感、連帯感、そして国家的統一を呼び起こすために、意図的にこの成句を使ったのである。最後の内戦は1847年の「分離同盟戦争」で、スイスは連邦になってまだ20年しかたっていなかった。寄付を呼びかける新聞広告が国中で行われた。
この成句は徐々に、やはり連帯を中心的なテーマとすることの多い、スイスの創設神話に関連づけられるようになった。その重要性は "Unus pro omnibus, omnes pro uno" の成句が、スイスの連邦院のクーポラに1902年に書きこまれたことからもうかがえる。
それ以来、この成句はスイスの標語とされるようになった。すべての政党、地域の政治家がこれをスイスの標語として認めている。但し、憲法や法律による公式の標語としては制定されていない。

## 三銃士

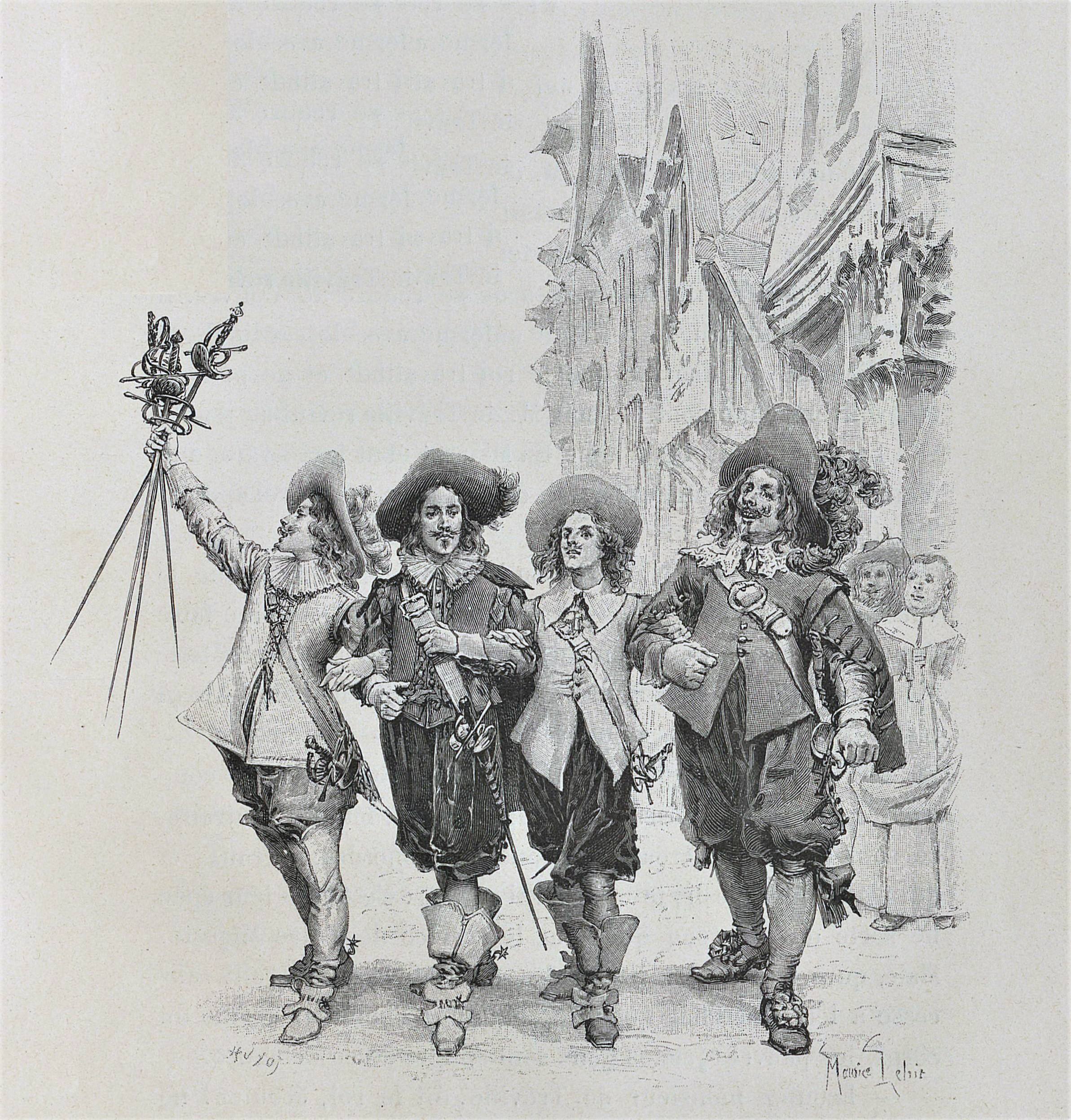
1894年版の挿画

「一人は皆のために、皆は一人のために(Un pour tous, tous pour un) 」はアレクサンドル・デュマ・ペール（大デュマ）の小説『三銃士』（1844年刊行）の題名のヒーローとともに伝統的に関連付けられている。
小説では、熱く長きにわたる友情で結ばれたフランスの銃士、アトス、ポルトス、アラミスとダルタニャンのモットーである。
『三銃士』の舞台となった時代はブルボン朝はルイ13世の治世であり、宰相リシュリュー枢機卿が三十年戦争への介入を計画実行しようとした時代である。上述の「第二次プラハ窓外投擲事件」が発生して間もないことである。
2002年11月30日、フランス共和国親衛隊6人によって厳粛に大デュマの棺が、もともとの埋葬地のエーヌ県ヴィレール・コトレからパリのパンテオンに運ばれ、改葬された。棺には青のベルベットの布がかけられ、そこにはUn pour tous, tous pour unと白糸で刺繍されていた。

## 補遺
フランスの思想家エティエンヌ・カベは、空想共産主義小説『イカリア紀行』第3版（1845年、初版は1840年）の表紙と扉にこの標語を掲げた。
ドイツの農業協同組合創始者フリードリヒ・ヴィルヘルム・ライファイゼンは、主著『貸付金庫組合』（ドイツ語: Die Darlehnskassen-Vereine）第2版（1872年、初版は1866年）序文でこの言葉を用いた。今日まで協同組合の理念を表す言葉とされている。
ドイツ保険学会を創立した経済学者アルフレート・マーネスは、主著『保険論』（1905年）で、「一人は万人のために、万人は一人のために（ドイツ語: Einer für Alle, Alle für Einen）」との表現を用いて、保険は相互扶助の精神にもとづく仕組みであると述べた。
1925年製作のソビエト連邦の映画『戦艦ポチョムキン』では、最初の反乱を起こして射殺された水兵をオデッサ市民が次々と弔問しツァーリズム打倒の気運が高まってゆく場面や、反乱鎮圧の黒海艦隊を迎え撃つべく砲台の照準を定める場面で、ロシア語の字幕「Все за одного（皆は一人のために）」「один за всех（一人は皆のために）」が挟み込まれる。
朝鮮民主主義人民共和国社会主義憲法は、第63条で「朝鮮民主主義人民共和国において公民の権利と義務は、『一人はみんなのために、みんなは一人のために』という集団主義の原則に基づく。」とする。
日本においては、英語訳の One for all, all for one が、ラグビーフットボールのチームワークの精神を表すものとして頻繁に取り上げられる。一般には「1人はみんなのために、みんなは1人のために」と訳される。一方、ラグビー選手で日本代表監督も務めた平尾誠二は、著書の中で、後半を「みんなはひとつのために」、つまり「一人のため」ではなくて「共通の目的のためにがんばる」という意味に訳すべきだと思うと述べた。